# Samo Chalupka
Samo Chalupka, właśc. Samoslav (ur. 27 lutego 1812 w Hornej Lehocie, zm. 19 maja 1883 r. tamże) – słowacki duchowny ewangelicki i romantyczny poeta zaliczany do tzw. generacji Štúrowców (słow. štúrovci). Tworzył poezję liryczną i patriotyczną, w znacznej części inspirowaną pieśniami ludowymi i w ogóle słowackim folklorem. Jego najważniejsza liryka i historyczna epika wyszły w 1868 r. w zbiorze pt. Spevy. Wraz z Jánem Bottem, Andrejem Sládkovičem i Janko Kráľem należy do najwybitniejszych poetów epoki słowackiego romantyzmu. Młodszy brat Jána Chalupki.

## Życiorys

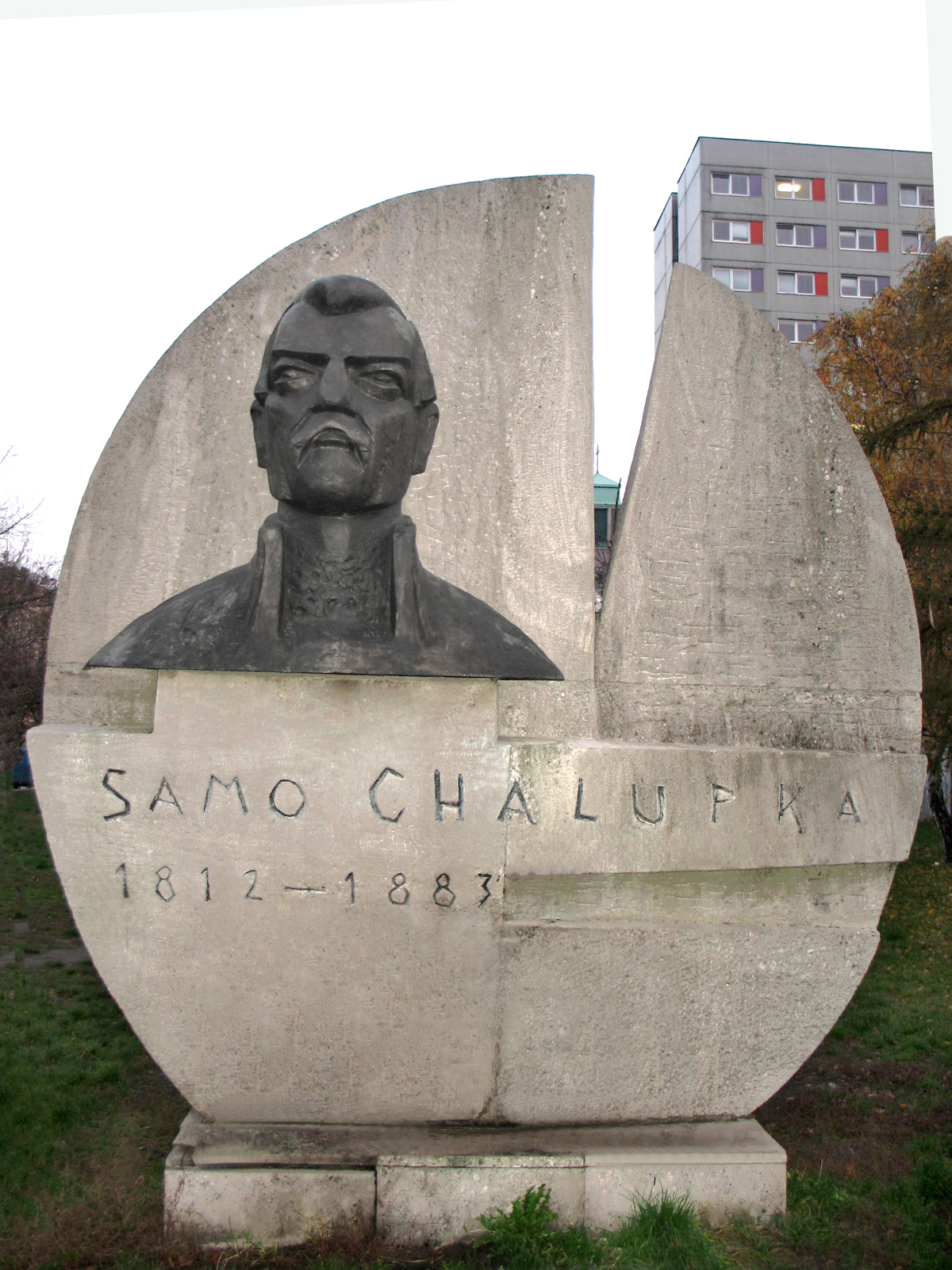
Popiersie poety w Bratysławie, przy Račianskim mýcie

Urodził się w rodzinie pastora ewangelickiego Adama Chalupki i Anny Fruniovej. Naukę pobierał od ojca, później uczęszczał do gimnazjum w Gemer, a od 1822 r. uczył się w liceum w Kieżmarku. Od 1824 studiował filozofię i teologię w Rożniawie, od 1827 w liceum w Bratysławie, gdzie w 1829 był jednym z inicjatorów powstania Towarzystwa Czechosłowian, późniejszego ośrodka Štúrowców. Chalupka początkowo pracował jako bibliotekarz, później został wiceprezesem tego towarzystwa. Członkowie towarzystwa interesowali się nie tylko literaturą, ale także historią, losem narodów i ich walką o wolność. Dlatego po wybuchu powstania listopadowego w 1830 r. wyjechał jako ochotnik do Polski. W następnym roku podczas walk w Galicji został ciężko ranny w szyję i powrócił na Słowację. Bliznę po ranie na szyi zakrywał chustą.
Po powrocie do zdrowia pracował najpierw jako pedagog w Demanowej, ale już od 1833 r. kontynuował studia na wydziale teologii ewangelickiej w Wiedniu. Tam stykał się z polskimi studentami i wspólnie z nimi układał plany wyswobodzenia ludu polskiego i słowackiego. W 1834 r. pracował jako ewangelicki kapłan w Chyżnem, w 1836 r. jako proboszcz w Gemerskich Teplicach, a po śmierci ojca w 1840 r. zajął swoje miejsce w rodzinnej Hornej Lehocie, gdzie pracował aż do śmierci.
Od młodości był związany ze słowackim ruchem narodowym. W 1837 był członkiem tajnej grupy młodzieżowej Stowarzyszenie Wzajemności, w 1844 Stowarzyszenia štúrowców Tatrín, w 1861 współtworzył Memorandum Narodu Słowackiego, a w 1863 był współzałożycielem Macierzy Słowackiej. Jego dykcja poetycka w zasadniczy sposób wpłynęła na dalszy kierunek poezji słowackiej opartej na pieśniach ludowych, balladach i eposach historycznych, ale także na polu języka literackiego, ponieważ był jednym z pierwszych, którzy tworzyli w środkowej Słowacji. Stał się jednym z głównych przedstawicieli romantyzmu. Rozwinął ludową tradycję Janosika, którą rozumiał jako walkę o wolność i sprawiedliwość społeczną, ale także motyw antyturecki. W historycznej pieśni Mor ho! ukazał heroiczny opór Słowaków w walce z Rzymianami, który często przywoływał w historii ich walki o naród. Tekst wiersza stał się kultowy, pojawiał się zawsze w okresie walki Słowaków o wyzwolenie narodowe i społeczne, o wolność, równość i demokrację (I i II wojna światowa, słowackie powstanie narodowe oraz inwazja państw Układu Warszawskiego na Czechosłowację w 1968 r. i aksamitna rewolucja w 1989 r.). Należy do tych słowackich poetów, których twórczość jest dobrze znana we wszystkich warstwach słowackiej ludności.
Jego debiutanckie wiersze ukazały się w almanachu pt. Plody w 1836 roku. Jego utwory przedstawiają słowacką przyrodę, Słowację i jej regiony, ale także patriotyzm Słowaków, lojalność wobec ojczyzny i narodu oraz świadomość zniewolenia. Jednak w swojej twórczości, podobnie jak m.in. Ján Botto, wykorzystywał ludowe pieśni i słowacką ludową poezję. W latach czterdziestych XIX wieku przyłączył się do ruchu Ľudovíta Štúra, lecz nalegał na większe uznanie dialektu swojego regionu, co do którego przez lata był nieugięty, mimo że obowiązywała już nowa słowacka gramatyka i pisownia (świadczy o tym jego jedyny zbiór poezji Spevy). Pisał wiersze patriotyczne, wiersze liryczne, wiersze zaangażowane w polityczny program narodowowyzwoleńczy, ale tworzył także eposy i pieśni historyczne. Jego liryki i epopeje historyczne podsumowuje zbiór Spevy z 1868 roku. Jest on inspirowany pieśnią ludową i przesiąknięty patosem walki o wyzwolenie narodu.
Poświęcił się także tworzeniu poezji duchowej i ludowego piśmiennictwa oświatowego (pieśni religijne w Śpiewniku ewangelickim, 1842). Spisywał wiersze, wędrując po słowackich wsiach.

## Dzieła

### Poezja

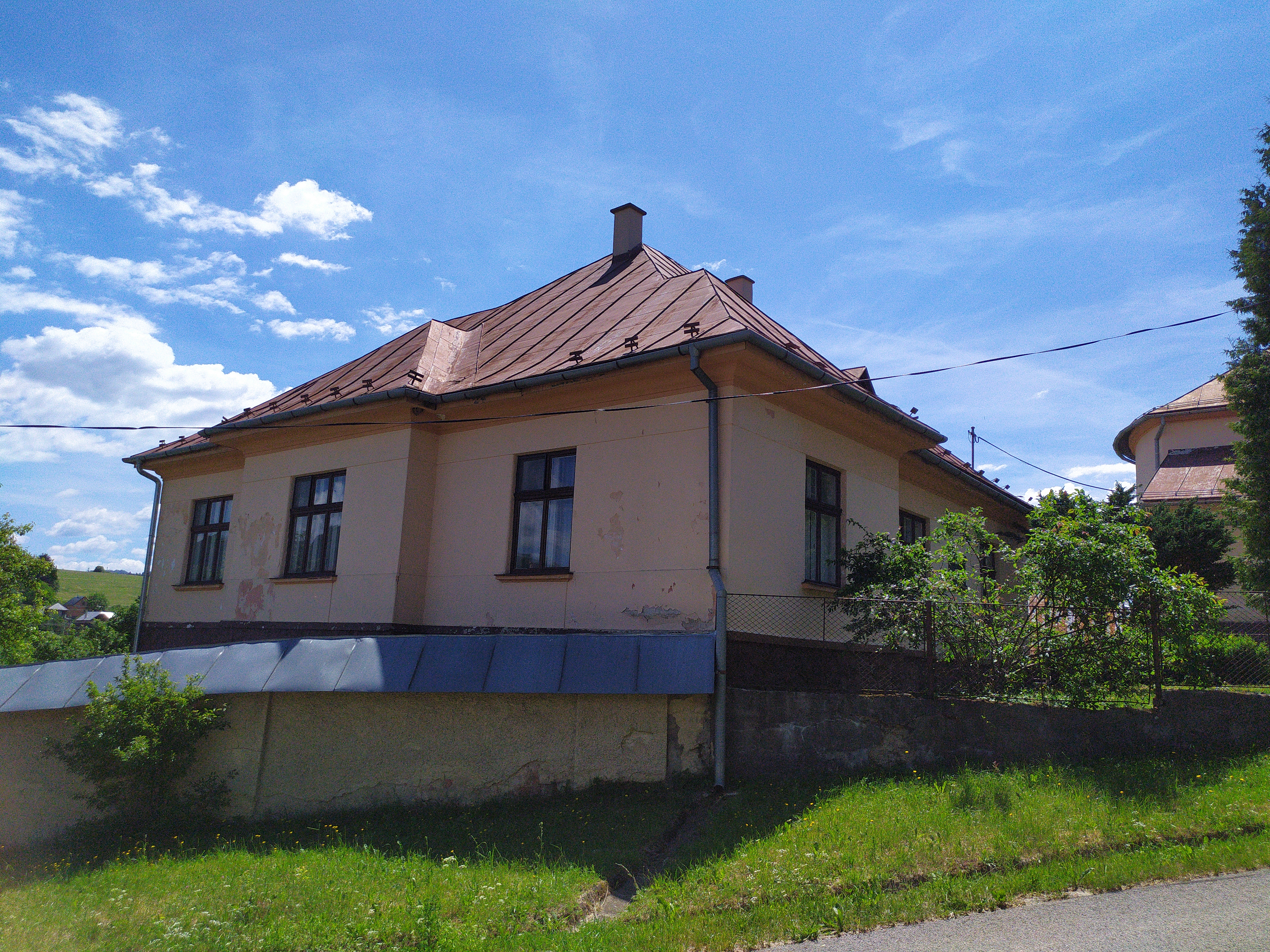
Dom w Hornej Lechocie, w którym urodził się Samo Chalupka

- 1829 – Repertorium dispositionum, rękopis z poetyckimi opisami i wierszami
- 1834 – Koníku moj vraný, wiersz (opublikowany w nowym i starym kalendarzu patriotycznym Fejerpaty)
- 1834 – Nářek slovenský, wiersz (opublikowany w nowym i starym kalendarzu patriotycznym Fejerpaty)
- 1834 – Píseň vojenská, wiersz (opublikowany w nowym i starym kalendarzu patriotycznym Fejerpaty)
- 1864 – Mor ho!, wiersz
- 1868 – Spevy, zbiór wiersz, zawiera m.in. dziełaː
  - Likavský väzeň (pierwotna nazwa Jánošíkova náumka)
  - Kráľohoľská
  - Branko
  - Kozák (pierwotna nazwa Syn vojny)
  - Turčín Poničan
  - Boj pri Jelšave
  - Odboj Kupov
- Vojenská, wiersz
- Juhoslovanom, wiersz
- Bolo i bude, wiersz
- Večer pod Tatrou, wiersz
- Při návratu do vlasti, wiersz
- Smutek, wiersz
- Toužba po vlasti, wiersz
- Má vlast, wiersz
- Turčín Poničan, wiersz

### Przekłady
- 1843 – Pálenka otrava, tłumaczenie dzieła szwajcarskiego pisarza Heinricha Zschokke Brandweinpest

## Upamiętnienie
- Dom (plebania ewangelickiej parafii), w którym urodził się Samo Chalupka w Hornej Lehocie
- Izba pamiątkowa w budynku dawnej szkoły w Hornej Lehocie
- Pomniki w Hornej Lehocie i Bratysławie
- Tablica na budynku przy ul. Štefánika 38 w Martinie, gdzie Samo Chalupka w 1868 roku po raz pierwszy przedstawił wiersz "Mor Hoǃ"
- Źródło w Hornej Lehocie na wysokości 675 m, przy żółtym szlaku do Krpáčowa w Niżnych Tatrach
- Nazwy ulic w Bratysławie, Koszycach, Preszowie, Liptowskim Mikułaszu, Popradzie, Żylinie, Czadcy, Rożniawie, Detvie, Pieszczanach, Dubnicy nad Váhom, Senecu, Šuranach, Vráblach oraz we wsiach Podbrezová, Valaská, Veľká Lúka, Bacúch, Chynorany, Bernolákovo, Hviezdoslavov, Miloslavov i Malý Lapáš
- Srebrna moneta 100 koron czechosłowackich wyemitowana w 100 rocznicę śmierci poety w 1983 r.[3]
- Znaczek o wartości 50 eurocentów wydany w 200 rocznicę urodzin poety w 2012 r.[4]

## Źródła
- Życiorys i zdigitalizowane dzieła Sama Chalupki na stronie internetowej zlatyfond.sme.sk